# True (Kurzfilm)
True ist ein Kurzfilm vom deutschen Filmregisseur Tom Tykwer aus dem Jahr 2004 und Teil des im Januar 2007 veröffentlichten Kompilationsfilms Paris, je t’aime. Der Kurzfilm wurde an nur vier Tagen (vom 6. bis 9. August 2002) in Paris gedreht und hatte seine Uraufführung am 8. Februar 2004 bei den Internationalen Filmfestspielen in Berlin.

## Handlung
Der Film beginnt mit einer Rückblende, in welcher der blinde Thomas (Melchior Beslon) auf seiner Schreibmaschine schreibt. Anschließend läutet das Telefon, und die laute, fordernde Stimme seiner Freundin, der Schauspielerin Francine (Natalie Portman), ist zu hören, die ihm mitteilt, dass sie ihn verlassen wird. Enttäuscht wirft Thomas den Hörer wieder auf die Gabel und fängt an, seine Erinnerungen mit Francine zu sortieren. Anschließend ist die Rückblende vorbei und man sieht ihn, wie er durch die Straßen geht und seine spätere Freundin schreien hört. Als er näher kommt und fragt, ob er ihr helfen kann, sagt sie etwas genervt, dass sie für ein Vorsprechen in der Universität probt. Prompt in diesem Moment schlägt die Kirchturmuhr 10 Uhr. Francine fragt erschreckt, ob es schon so spät ist, da das Vorsprechen um 10 Uhr stattfindet. Daraufhin bringt Thomas Francine über einen Schleichweg zum Terminort und sagt ihr, dass sie es schaffen werde.
Im Anschluss sieht man in einem Zeitraffer, dass die beiden sich näher kommen, und gegen Ende des Zeitraffers entfernen sich die beiden wieder voneinander.
Er kommt zur Erkenntnis, dass beide kleine Fehler gemacht haben, die die Beziehung etwas auseinandergebracht haben. Er ist traurig und leidet, als plötzlich das Telefon wieder klingelt. Es ist Francine, die ihm mitteilt, dass sie eine melodramatische Textpassage eines Scriptes mit ihm durchgegangen sei. Thomas schweigt die ganze Zeit, bis er gefragt wird, ob er denn überhaupt zuhört, dann sagt er: „Nein. Ich sehe dich.“

## Dies und das
- Tykwer wollte True anfangs nicht realisieren, da die Finanzierung nicht gesichert war.
- Natalie Portman wirkte für eine geringe Gage bei True mit.
- Die im Episodenfilm Paris, je t’aime enthaltene Fassung ist 7 Minuten lang, die als Vorfilm zu Was nützt die Liebe in Gedanken in deutschen Kinos gezeigte und auf der Tom-Tykwer-DVD-Box enthaltene Fassung dagegen 10 Minuten.

## Auszeichnungen
- 2004 – Deutscher Kurzfilmpreis in Gold in der Kategorie Spielfilme mit einer Laufzeit von mehr als sieben bis 30 Minuten
- 2004 – Nominierung für den Besten Kurzfilm auf der Berlinale